# Yang Hye-ji
Yang Hye-ji (양혜지?; 20 gennaio 1996) è un'attrice sudcoreana.

## Filmografia

### Televisione
- Jeonjijeok jjaksarang sijeom (전지적 짝사랑 시점?) – webserie (2016-2017)
- Geudeur-i saranghan hyanggi (그들이 사랑한 향기?) – webserie (2017)
- Jingnip bohaeng-ui yeoksa (직립 보행의 역사?) – film TV (2017)
- Bujatjip adeul (부잣집 아들?) – serie TV (2018)
- Eun-ju-ui bang (은주의 방?) – serie TV (2018-2019)
- Big Issue (빅이슈?) – serie TV (2019)
- Yeon-aemisu (연애미수?) – serie TV (2019)
- Nalssiga joh-eumyeon chaj-agagess-eo-yo (날씨가 좋으면 찾아가겠어요?) – serie TV (2020)
- Live On (라이브온?) – serie TV (2020-2021)
- Nevertheless, (알고있지만,?) – serie TV (2021)
- Akgwi (악귀?) – serie TV (2023)
- Branding in Seonsu-dong (브랜딩 인 성수동?) – serie TV (2024)
- Wonderful World (원더풀 월드?) – serie TV (2024)
- Nappeun gi-eok ji-uge (나쁜 기억 지우개?) – serie TV (2024)
- Darimi family (다리미 패밀리?) – serie TV (2024)

## Riconoscimenti
- Korea Culture and Entertainment Award
  - 2018 – Miglior attrice televisiva emergente[3]
- SBS Drama Award
  - 2023 – Miglior attrice emergente per Akgwi[4]